# New Radicals
New Radicals (stiliserat Иew Radicals) var en amerikansk musikgrupp bildad 1997. Deras största hit är låten "You Get What You Give", utgiven som singel 1998. Året därpå upplöstes gruppen. Sångare och låtskrivare var Gregg Alexander. Gruppen utgav endast ett studioalbum – Maybe You've Been Brainwashed Too.
Låten "You Get What You Give" spelades under Joe Bidens presidentvalskampanj. Gruppen återförenades för att framföra "You Get What You Give" på Joe Bidens installation.

## Diskografi
Studioalbum
- 1998 – Maybe You've Been Brainwashed Too

Singlar
- 1998 – "You Get What You Give"
- 1999 – "Someday We'll Know"